# Anju (Corée du Nord)
Pour les articles homonymes, voir Anju.
Anju (en coréen : 안주, /an.dzu/), est une ville nord-coréenne localisée dans le Pyongan du Sud. Le nombre d'habitants est estimé à 240 117 en 2008. Elle est traversée par le Chongchon. La ville produit massivement du charbon.

## Transports
Il existe une ligne de trolleybus et les chemins de fer d'état.

## Historique des députations de la circonscription d'Anju (89e)
- XIe législature (2003-2009) : Choe Thae Bok
- XIIe législature (2009-2014) : Pak Kil Nam
- XIIIe législature (2014-2019) : Chae Ho Nam

## Personnalités liées à Anju
- Hak Ja Han y est née en 1943.